# Love Is on My Side (пісня)
«Love Is on My Side» («Любов на моєму боці») — пісня португальської соул-групи The Black Mamba для Євробачення 2021 року, що написана провідним вокалістом групи Педро Татанка. Пісня стала першою піснею від Португалії на Пісенному конкурсі Євробаченні, яка була повністю виконана англійською мовою.

## Євробачення
Пісня була обрана для представлення Португалії на конкурсі пісні Євробачення 2021 після перемоги на національному відбору країни ― Festival da Canção. У півфіналі конкурсу 2021 року був представлений той самий склад країн, який визначився жеребкуванням у півфінали Євробачення 2020. Португалія потрапила у другу половину другого півфіналу, що відбувся 20 травня 2021 року.
У півфіналі Пісенного конкурсу Євробачення The Black Mamba виступили під 12 номером та посіли 4 місце з 239 балами, отримавши 128 балів від журі та 111 балів від глядачів. У фіналі конкурсу країна була представлена сьомим номером. Пісні вдалося досягти 12 місця з перевагою від журі у розмірі 126 балів, в той час як глядачі оцінили пісню на 27 балів.